# Иван Гранитски
Иван Гранитски е български журналист, поет, редактор, критик, публицист, директор на радио и телевизионни канали, издател, бивш депутат и обществен деец.

## Биография
Иван Йорданов Димитров с литературен псевдоним Иван Гранитски е роден на 24 декември 1953 г. в София. Син е на дългогодишния журналист от в. „Вечерни новини“ Йордан Димитров. Има двама братя – Димитър и Юри. Известно време семейството е пребивавало в село Гранитово, Елховско, където е роден брат му Димитър и откъдето идва литературният псевдоним на писателя. По-малкият от братята, Юри (р. 1961 г.), му е полубрат, син от втория брак на баща му; той художник, сътрудник на в. „Демокрация“. Димитър е бизнесмен, баща на 7 деца. През 2008 г. медиите свързват името на Димитър с контрабанден внос на цигари.
Иван Гранитски завършва журналистика в Софийския университет през 1979 година. Скоро след завършване на висшето си образование влиза в Съюза на българските писатели. Става редактор и заместник главен редактор на в. „Пулс“ (1979 – 1985), заместник главен редактор на в. „Литературен фронт“ (1985 – 1991), главен редактор на сп. „Черно и бяло“ (1991 – 1992). Генерален директор на БНТ (1995 – 1996).
В периода 1992 – 1995 г. е директор на ИК „Христо Ботев“, откъдето е отстранен заради разногласия с кабинета Виденов, след което създава собствено издателство „Захарий Стоянов“ (1997), а междувременно е главен редактор на списание „Везни“. Издава Йордан Йовков на английски, френски и немски, предимно за разпространение сред пристигащите в България туристи.
Остава верен на политическите си пристрастия и след демократичните промени – малко след 1989 г. става секретар по идеологията на Софийския градски комитет на БКП, въпреки че по това време повечето нейни членове я напускат. През 2001 г. е водещ на честванията на връх Бузлуджа, а през 2006 е сред инициаторите за преизбирането на президента-социалист Георги Първанов за втори мандат.
Народен представител от листата на БСП за България в XLV народно събрание, избран от 25 МИР София.
През 2024 година е избран за академик на Българската академия на науките.

### Агентурно минало
На 26 ноември 2008 г. е осветлен от Комисията по досиетата като агент на Държавна сигурност с псевдоним Огнян.

### Личен живот
Бил е женен веднъж за съвсем кратко време. Жени се повторно през август 2009 г. за PR-специалиста на Здравната каса Мариана Петрова.

## Награди
Носител е на националната награда „Гео Милев“ в Стара Загора (2009).
През 2012 г. за неговата обществено-гражданска поезия и позицията му в защита на българската култура му е връчена националната поетична награда „Иван Нивянин“ на община Борован.
През 2014 г. СБП му присъжда Националната литературна награда на името на Богомил Нонев за 2013 г. за книгата „Внимателно бързайте“.
На 24 май 2015 г. в Пирдоп му е връчена 4-тата Национална литературна награда „Тодор Влайков“.
На 10 юни 2016 г. става носител на Националната награда „Христо Г. Данов“ за цялостен принос в националната книжовна култура.
През юли 2016 г. става носител на Националната Вазова награда.
Носител е и на Националната литературна награда „Николай Хайтов“ за 2021 г.